# Pleurozium
Pleurozium là một chi rêu trong họ Hylocomiaceae.